# Strandella
Genre
Strandella est un genre d'araignées aranéomorphes de la famille des Linyphiidae.

## Distribution
Les espèces de ce genre se rencontrent en Russie asiatique, en Chine, en Corée du Sud et au Japon.

## Liste des espèces
Selon World Spider Catalog (version 24.5, 15/10/2023) :
- Strandella fluctimaculata Saito, 1982
- Strandella pargongensis (Paik, 1965)
- Strandella quadrimaculata (Uyemura, 1937)
- Strandella yaginumai Saito, 1982

## Systématique et taxinomie
Ce genre a été décrit par Oi en 1960 dans les Linyphiidae.

## Publication originale
- Oi, 1960 : « Linyphiid spiders of Japan. » Journal of the Institute of Polytechnics Osaka City University, vol. 11D, p. 137-244.